# Валище (Брестская область)
Вали́ще (бел. Валі́шча) — агрогородок в Пинском районе Брестской области Беларуси. Административный центр Валищенского сельсовета. Расположен на автодороге Ивацевичи — Пинск — Столин Р6 в 33 км от города Пинск. По переписи 2019 года в деревне насчитывалось 550 человек.

## История
- 1558 год — впервые упоминается как урочище в королевской пуще, где происходили «ловы пинские», здесь проходила граница пущ от околиц Поречья
- Конец XIX века — фольварк находится в собственности Красковских
- 4 апреля — 21 мая 1919 года — в окрестностях проходят бои между 34-м пехотным полком полесских стрелков и частями Красной Армии
- Апрель 1944 года — фашистами уничтожено 4 двора, убито 2 человека
- Январь 1965 года — образование Валищенского сельского Совета

## Культура
- Музей ГУО «Валищенская средняя школа» Пинского района

## Достопримечательности
- Памятник землякам, погибшим в годы Великой Отечественной войны
- Памятник В. И. Ленину